# Triacetelus viridipennis
Triacetelus viridipennis là một loài bọ cánh cứng trong họ Cerambycidae.